# Ballaghadereen GAA
Ballaghaderreen GAA è un club di sport gaelici affiliato alla Gaelic Athletic Association con sede nell'omonimo villaggio Ballaghaderreen. La squadra in passato giocava anche a hurling, ma attualmente allestisce solamente squadre di calcio gaelico. Nonostante il villaggio di Ballaghaderreen sia a livello amministrativo parte della Contea di Roscommon, il club è tuttavia affiliato al board della vicina Contea di Mayo: tale situazione, molto controversa ed anomala, dipende dal fatto che originariamente, alla fondazione del club avvenuta nel 1885, il villaggio era in realtà ancora parte a livello amministrativo del Mayo ed era nota come "Faugh A Ballagh" e soltanto tre anni dopo, nel 1898, fu trasferita col territorio circostante al Roscommon. La popolazione locale ha sempre sentito la propria appartenenza alla vecchia contea ed il club GAA chiese ed ottenne di rimanere nel board dove già era iscritto, continuando a competere nel Mayo. Il fatto assume importanza anche a livello locale, posto che i giocatori affiliati al club vanno poi a giocare per la selezione di contea del Mayo e non del Roscommon, come ad esempio Andy Moran. Non solo ma il villaggio è inserito in un contesto geografico dove la rivalità fra le due contee è particolarmente forte e sentita, col controsenso che nell'abitato durante le principali manifestazioni sportive sventolino in maniera ostentata le bandiere rosso-verdi della contea vicina e rivale.
Ballaghadeerreen ha fornito vari giocatori di livello alla selezione del Mayo e vinto il campionato di contea tre volte. Nel 2012 raggiunse la finale del Connacht, incontrando il prestigioso St. Brigids GAA Club, del board del Roscommon, generando l'unico caso della storia dove due squadre della stessa contea, anche se solo a livello amministrativo, si sono affrontate nella finale provinciale.

## Titoli
- Mayo Senior Football Championship: 3
  - 1972, 2008, 2012
- Mayo Senior Hurling Championship: 3
  - 1923, 1924, 1950